# ماكسيم سيدوروف
ماكسيم سيدوروف (بالروسية: Максим Сидоров)‏ هو لاعب كرة قدم روسي في مركز الوسط، ولد في 11 أكتوبر 1991. لعب مع سبارتك كوستروما ‏.